# Девід Бребем
Девід Бребем (англ. David Brabham, 5 вересня 1965, Лондон) — австралійський автогонщик, учасник чемпіонату світу з автогонок у класі «Формула-1». Чемпіон британської «Формули-3» 1989 року. Молодший син триразового чемпіона світу «Формули-1» Джека Бребема.